# Première guerre d'Illyrie
Pour un article plus général, voir Guerres d'Illyrie.
Guerres d’Illyrie
La première guerre d’Illyrie est un conflit militaire qui a opposé les Illyriens et la République romaine entre 229 et 228 av. J.-C. en Illyrie.

## Origines du conflit
La victoire lors de la première guerre punique en 241 av. J.-C., ainsi que les conquêtes par Rome de la Sardaigne (en 238) et de la Corse (en 237), encouragèrent les Romains à se tourner vers la mer. Cependant, les pirates illyriens avaient la mainmise sur la mer Adriatique. Les Romains estimaient donc être obligés d'intervenir militairement contre eux, et prétexte bienvenu, l'île d'Issa, bloquée par les navires de Teuta, reine d'Illyrie, demanda son secours. 
D'autre part, Rome se devait d'assurer son hégémonie et la sécurité des mers entourant l'Italie et le Sénat avait intérêt à protéger les colonies côtières romaines de Rimini (fondée en 268 av. J.-C. sur l'emplacement d'un vieux port Étrusque) et Brindisi (fondé en 244 av. J.-C.), pour ne pas inquiéter la population locale, et éviter une rébellion.
En 230, le Sénat décida donc d'envoyer une délégation pour s'opposer à la reine d'Illyrie, Teuta. Mais sur le chemin du retour, l'un des deux ambassadeurs romains fut assassiné (sûrement sur ordre de la reine), et le Sénat considéra ce crime comme une déclaration de guerre,.

## Opérations
Le Sénat déclara la guerre après un vote des comices centuriates et envoya une armée contre les Illyriens. Les deux consuls en 229 av. J.-C. sont Lucius Postumius Albinus et Cnaeus Fulvius Centumalus : le premier a été affecté à la flotte et le deuxième aux forces terrestres. Les forces en présence étaient importantes : les deux commandants avaient à leur disposition deux cents navires, vingt mille fantassins et deux mille cavaliers.
La première phase du conflit est marquée par le comportement de Démétrios de Pharos qui a d'abord servi la reine Teuta, puis a rejoint le parti des Romains quand ils conquirent Corcyre. À la fin du conflit, Démétrios de Pharos a été nommé gouverneur des îles de la Dalmatie.
Dans la deuxième phase, les consuls délivrèrent Épidamne, débarquèrent à Apollonie et prirent Issa. La reine Teuta effrayée par la rapidité des soldats de Rome, chercha à faire la paix.

## Conséquences
Les exigences imposées aux Illyriens furent sévères. La reine Teuta fut contrainte de :
- libérer les cités grecques et dalmates ;
- de payer un tribut annuel à Rome ;
- s'engager à veiller à ce qu'aucun navire de guerre d'Illyrie et pas plus de deux navires marchands, n'aillent plus loin que Lissos.

Rome gagne ainsi son premier protectorat en Grèce.
À la fin de ce conflit, Rome avait déclaré définitivement ses vues sur la mer Adriatique. Le nouveau gouverneur, Démétrios de Pharos, fut chargé des îles dalmates (ce qui sera une des causes de la deuxième guerre d’Illyrie). Rome gagna ainsi beaucoup de sympathie de la part de la population grecque qui, consciente de son pouvoir grandissant, commença à considérer la cité de Rome comme leur protecteur. Pour le manifester, les Romains ont été invités aux jeux Isthmiques de 228 av. J.-C.. Corinthe défendit ce choix, comme une expression de gratitude pour avoir débarrassé la mer Adriatique des pirates. Enfin, les Romains à Athènes furent admis aux mystères d'Eleusis, ce qui signifie que Rome n'était plus une ville barbare, mais considérée comme une ville grecque.